# Cantonul Sablé-sur-Sarthe
Cantonul Sablé-sur-Sarthe este un canton din arondismentul La Flèche, departamentul Sarthe, regiunea Pays de la Loire, Franța.

## Comune
| Comune              | Populație (1999) | Cod poștal | Cod INSEE |
| ------------------- | ---------------- | ---------- | --------- |
| Asnières-sur-Vègre  | ...              | 72430      | 72010     |
| Auvers-le-Hamon     | ...              | 72300      | 72016     |
| Avoise              | ...              | 72430      | 72021     |
| Courtillers         | ...              | 72300      | 72106     |
| Juigné-sur-Sarthe   | ...              | 72300      | 72151     |
| Louailles           | ...              | 72300      | 72167     |
| Notre-Dame-du-Pé    | ...              | 72300      | 72232     |
| Parcé-sur-Sarthe    | ...              | 72300      | 72228     |
| Pincé               | ...              | 72300      | 72236     |
| Précigné            | ...              | 72300      | 72244     |
| Sablé-sur-Sarthe    | ...              | 72300      | 72264     |
| Solesmes            | ...              | 72300      | 72336     |
| Souvigné-sur-Sarthe | ...              | 72300      | 72343     |
| Vion                | ...              | 72300      | 72378     |